# Ceratopogon nieves
Ceratopogon nieves är en tvåvingeart som beskrevs av Havelka 1976. Ceratopogon nieves ingår i släktet Ceratopogon och familjen svidknott. Inga underarter finns listade i Catalogue of Life.